# Stuart Beavon (cầu thủ bóng đá, sinh năm 1958)
Michael Stuart Beavon (sinh ngày 30 tháng 11 năm 1958 ở Wolverhampton, Anh) là một cựu cầu thủ bóng đá người Anh.

## Sự nghiệp

### Tottenham Hotspur
Beavon bắt đầu sự nghiệp bóng đá với tư cách học việc ở Tottenham Hotspur. Sau đó ông gia nhập đội một năm 1978, và có thời gian thi đấu cho mượn tại Notts County mùa giải 1979-80.

### Reading
Beavon gia nhập Reading năm 1980. Ở đây, ông có tổng cộng 396 lần ra sân, ghi được 44 bàn.

### Northampton Town
Beavon gia nhập Northampton Town năm 1990. Ông có 98 lần ra sân, và ghi 14 bàn.

### Newbury Town
Beavon gia nhập Newbury Town năm 1993.

## Đời sống cá nhân
Ông là con trai của cầu thủ bóng đá Cyril Beavon. Ông cũng là cha của cầu thủ Stuart Beavon.